# Dohis
Dohis es una comuna francesa, situada en el departamento de Aisne, de la región de Alta Francia.

## Demografía
| 205 | 176 | 141 | 134 | 126 | 111 | 84 | 98 |
| Para los censos de 1962 a 1999 la población legal corresponde a la población sin duplicidades (Fuente: INSEE [Consultar]) |     |     |     |     |     |    |    |